# Histoire du Luxembourg pendant la Seconde Guerre mondiale

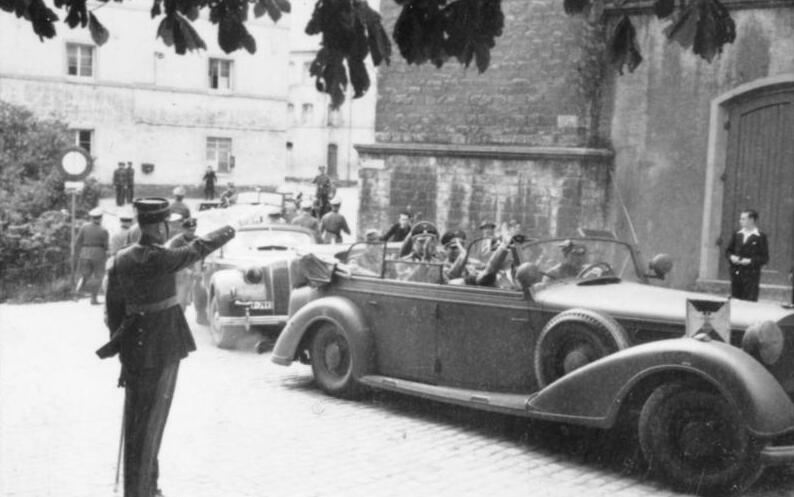
Heinrich Himmler, salué par un policier luxembourgeois, lors de sa visite à Luxembourg en septembre 1940, plusieurs mois après l'invasion.

L'implication du Grand-Duché de Luxembourg dans la Seconde Guerre mondiale a commencé avec son invasion par les forces allemandes le 10 mai 1940 et a duré au-delà de sa libération par les forces alliées à la fin de 1944 et au début de 1945.
Le Luxembourg a été placé sous occupation en mai 1940 et annexé à l'Allemagne en 1942. Pendant l'occupation, les autorités allemandes ont orchestré un programme de « germanisation » du pays, supprimant les langues et coutumes non allemandes et enrôlant les luxembourgeois dans la Wehrmacht, ce qui a entraîné une résistance considérable, aboutissant à une grève générale d'août 1942 contre la conscription. La germanisation a été facilitée par un groupe politique collaborationniste, le Volksdeutsche Bewegung, fondé peu après l'occupation. Peu de temps avant la capitulation, le gouvernement avait fui le pays avec la grande-duchesse Charlotte pour arriver à Londres, où un gouvernement en exil était formé. Des soldats luxembourgeois ont combattu dans les unités alliées jusqu'à la libération.

## Contexte
Le gouvernement luxembourgeois poursuit une politique de neutralité depuis la crise luxembourgeoise en 1867 qui a mis en évidence la vulnérabilité du pays. Pendant la Première Guerre mondiale, les 400 hommes du Corps des Gendarmes et Volontaires étaient restés dans les casernes tout au long de l'occupation allemande. En mars 1939, dans un discours au Reichstag, Adolf Hitler a promis que la souveraineté luxembourgeoise ne serait pas violée.
En 1940, l'armée luxembourgeoise comptait quelque 13 officiers, 255 gendarmes armés et 425 soldats.
La station de radio populaire de langue anglaise Radio Luxembourg a été retiré des ondes en septembre 1939, de peur de contrarier les Allemands. En dehors de cela, la vie normale a continué au Luxembourg pendant la drôle de guerre ; aucune panne de courant n'a été imposée et les trains réguliers à destination de la France et de l'Allemagne ont été maintenus.
Au printemps 1940, une série de barrages routiers ont été installés à la frontière entre l'Allemagne et le Luxembourg. Les fortifications, connues sous le nom de ligne Schuster, étaient en grande partie en acier et en béton.

## Invasion allemande

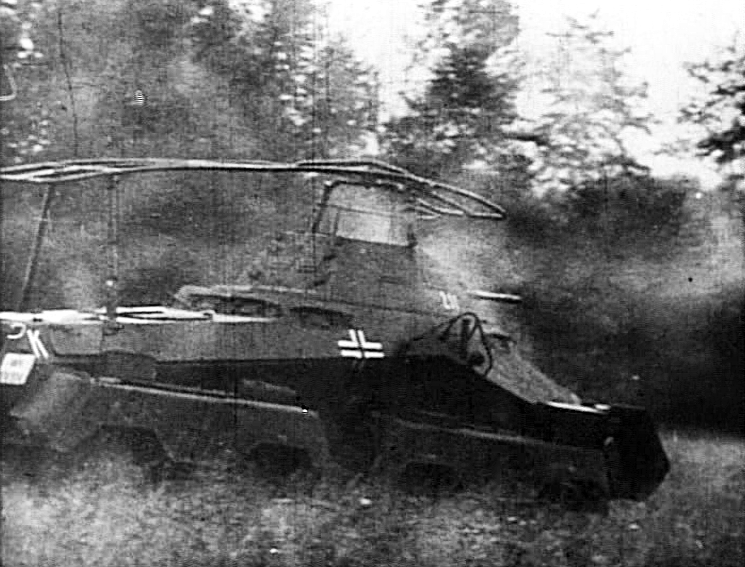
Un véhicule blindé allemand dans les Ardennes durant le plan Jaune en mai 1940.

Le 9 mai 1940, après une augmentation des mouvements de troupes autour de la frontière allemande, les barricades de la ligne Schuster sont fermées.
L'invasion allemande du Luxembourg, qui fait partie du plan Jaune (en allemand : Fall Gelb), a commencé le lendemain à 4 h 35 le même jour que les attaques contre la Belgique et les Pays-Bas. Une attaque d'agents allemands en civil sur la ligne Schuster et les stations de radio a toutefois été repoussée[réf. nécessaire]. Les forces d'invasion ont rencontré peu de résistance de l'armée luxembourgeoise qui ont été confinées dans leurs casernes. À midi, la capitale était tombée.
L'invasion s'est accompagnée d'un exode de dizaines de milliers de civils en France et dans les pays environnants pour échapper à l'invasion[réf. nécessaire].
À 8 h, plusieurs divisions françaises ont franchi la frontière de la ligne Maginot et escarmouches ont lieu avec les forces allemandes avant de se replier. L'invasion a vu sept soldats luxembourgeois blessés, avec un pilote britannique et cinq spahis français tués au combat.

## Occupation allemande

### Vie sous l'occupation

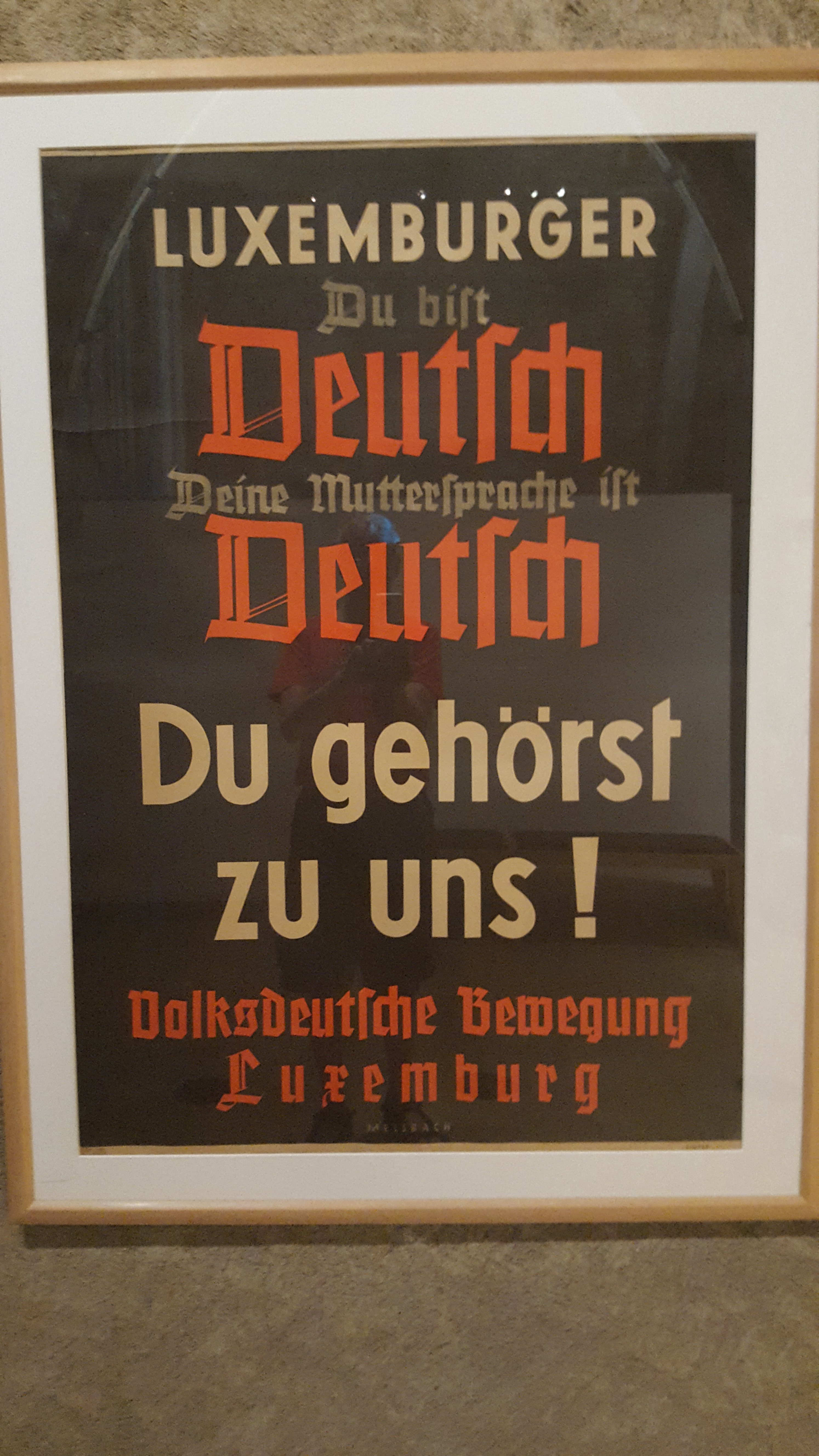
Luxemburger du bist Deutsch : Luxembourgeois, tu es Allemand.

Le départ du gouvernement a laissé les fonctions de l'État luxembourgeois dans le désordre. Un conseil administratif dirigé par Albert Wehrer a été formé à Luxembourg pour tenter de parvenir à un accord avec l'occupant aux termes duquel le Luxembourg pourrait continuer à préserver une certaine indépendance tout en restant un protectorat nazi. Il a appelé au retour de la Grande-Duchesse. Toute possibilité de compromis a finalement été perdue lorsque le Luxembourg a été effectivement intégré au Gau Koblenz-Trier (en) (renommé Gau Moselland (en) en 1942) et que toutes ses fonctions gouvernementales ont été supprimées à partir de juillet 1940, à la différence de la Belgique occupée et des Pays-Bas qui ont préservé leur statut et les fonctions de l'État sous le contrôle allemand. À partir d'août 1942, le Luxembourg est officiellement intégré à l'Allemagne.
À partir d'août 1940, la langue française a été interdite par proclamation du gauleiter Gustav Simon afin d'encourager l'intégration du territoire à l'Allemagne, proclamée par des affiches portant le slogan « Que votre langue soit l'allemand et l'allemand seulement » (Eure Sprache sei deutsch und nur deutsch). Cela a conduit à une renaissance populaire de la langue luxembourgeoise traditionnelle, qui n'avait pas été interdite, en tant que forme de résistance passive.
À partir d'août 1942, tous les Luxembourgeois de sexe masculin en âge de travailler ont été enrôlés dans les forces armées allemandes. En tout, 12 000 Luxembourgeois ont servi dans l'armée allemande, dont près de 3 000 sont morts pendant la guerre.

### Collaboration
Le groupe collaborationniste le plus important du pays était la Volksdeutsche Bewegung (VdB). Formée par Damian Kratzenberg peu de temps après l'occupation, la VdB a milité pour que le Luxembourg soit incorporé en Allemagne avec le slogan Heim ins Reich (traduisible par Retour au Reich). La VdB comptait 84 000 membres à son apogée, mais la contrainte a été largement exercée pour encourager l'enrôlement. Tous les ouvriers ont été forcés de rejoindre le Front allemand du travail (DAF) à partir de 1941 et certains groupes d'âge des deux sexes ont été enrôlés dans le Reichsarbeitsdienst (RAD) pour travailler sur des projets militaires.
L'adhésion au mouvement de la jeunesse nazie, le Luxemburger Volksjugend (LVJ), qui avait été créé avec peu de succès en 1936, a été encouragée et a fusionné par la suite avec la Jeunesse hitlérienne.
La conscription a été introduite au Luxembourg à partir d'août 1942 dans les mêmes conditions qu'en Allemagne. 12 000 hommes ont été enrôlés, dont 3 000 ont été tués au combat, sont décédés des suites de leurs blessures ou ont été portés disparus ou présumés morts. 1500 autres ont été blessés.

## Résistance

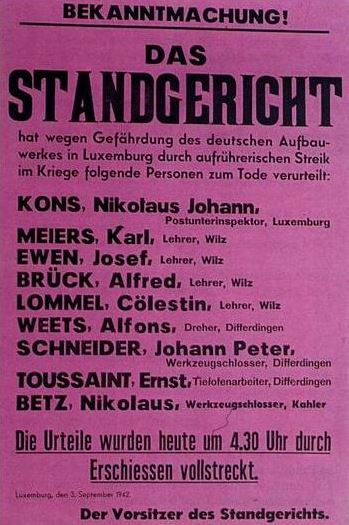
Affiche annonçant l'exécution de neuf des 21 Luxembourgeois condamnés pour leur participation à la grève générale de 1942.

La résistance armée aux occupants allemands a commencé en hiver 1940-1941 lorsque plusieurs petits groupes se sont formés à travers le pays. Chacun avait des objectifs politiques différents et certains étaient directement affiliés à des partis politiques d’avant-guerre, à des groupes sociaux (comme les scouts) ou à des groupes d’étudiants ou de travailleurs. En raison de la petite taille de l'armée luxembourgeoise d'avant-guerre, il était difficile de trouver des armes et les combattants de la résistance ne furent donc armés que bien plus tard dans la guerre. Néanmoins, la résistance a été fortement impliquée dans l'impression de tracts anti-allemands et, à partir de 1942, a caché des "Réfractaires" (ceux qui évitaient le service militaire allemand) dans des lieux sûrs et, dans certains cas, mis en place des réseaux pour les escorter hors du pays. Un Luxembourgeois, Victor Bodson (qui était également ministre du gouvernement en exil), s'est vu décerner le titre de Juste parmi les nations par l'État d'Israël pour avoir aidé une centaine de Juifs à s'échapper du Luxembourg pendant l'occupation.
Les informations recueillies par la résistance luxembourgeoise étaient extrêmement importantes. Les résistants luxembourgeois, Lucien Kohn, appartenant au mouvement de résistance LL (plus tard LVL), et Léon-Henri Roth, ont informé en octobre 1942 les alliés de l'existence du centre de recherche militaire de Peenemünde (en), situé sur la côte baltique, permettant aux alliés de le bombarder depuis les airs.
À l'automne 1944, de nombreuses organisations de résistance ont fusionné pour former le "Unio'n vun de Fräiheetsorganisatiounen" ou Unio'n.
En novembre 1944, un groupe de 30 membres de la résistance luxembourgeoise commandé par Victor Abens a été attaqué par des soldats de la Waffen SS dans le château de Vianden. Au cours de la bataille qui a suivi (en), vingt-trois Allemands ont été tués par la résistance. Un seul résistant a été tué au cours de l'opération alors qu'ils ont été forcés de se retirer sur les lignes alliées.

### Résistance passive
La résistance passive non violente était répandue au Luxembourg au cours de cette période. À partir d’août 1940, la « Spéngelskrich » (la « guerre des pins ») consistait à porter des insignes patriotiques luxembourgeois (représentant les couleurs nationales ou la Grande-Duchesse), précipitant les attaques du VdB.
En octobre 1941, les occupants allemands interrogèrent des civils luxembourgeois à qui il était demandé d'indiquer leur nationalité, leur langue maternelle et leur groupe racial, mais contrairement aux attentes allemandes, 95 % répondaient "luxembourgeois" à chaque question. Le refus de se déclarer citoyens allemands a conduit à des arrestations massives.
La conscription était particulièrement impopulaire. Le 31 août 1942, peu après l'annonce de l'extension de la conscription à tous les hommes nés entre 1920 et 1927, une grève commença dans la ville de Wiltz, dans le nord du pays . La grève s’étend rapidement, paralysant les usines et les industries luxembourgeoises. La grève a été rapidement réprimée et ses leaders ont été arrêtés. Vingt d'entre eux ont été sommairement jugés par un tribunal spécial et exécutés par peloton d'exécution dans le camp de concentration de Hinzert. Néanmoins, les protestations contre la conscription se sont poursuivies et 3 500 Luxembourgeois ont abandonné l'armée allemande après leur enrôlement.

### Shoah

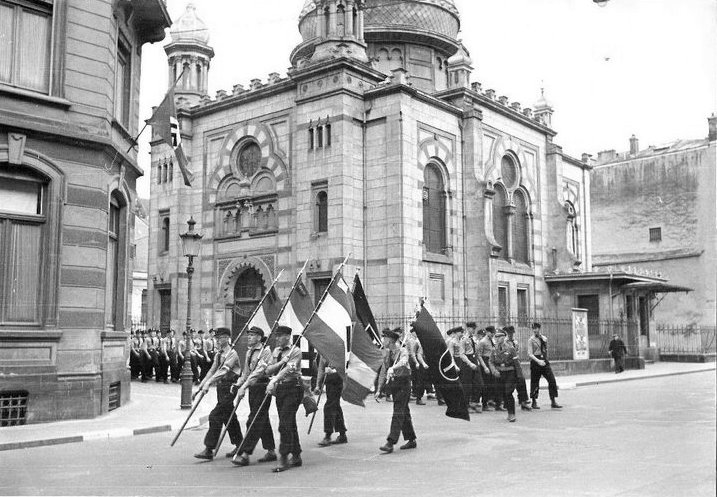
Parade nazie passant devant la synagogue de Luxembourg en 1941 ; elle a été détruite deux ans plus tard, en 1943.

Avant la guerre, le Luxembourg comptait environ 3 500 Juifs, dont beaucoup venaient d'arriver dans le pays pour fuir les persécutions en Allemagne. Les lois de Nuremberg, appliquées en Allemagne depuis 1935, ont été appliquées au Luxembourg à partir de septembre 1940 et les juifs ont été encouragés à quitter le pays pour Vichy, en France. L'émigration a été interdite en octobre 1941, mais pas avant que près de 2 500 personnes se soient enfuies. En pratique, ils n'étaient guère mieux à Vichy, en France, et beaucoup de ceux qui sont partis ont ensuite été déportés et assassinés. À partir de septembre 1941, tous les Juifs du Luxembourg sont obligés de porter l'étoile jaune pour les identifier.
À partir d'octobre 1941, les autorités nazies ont commencé à déporter les quelque 800 Juifs restants du Luxembourg vers le ghetto de Lodz et les camps de concentration de Theresienstadt et d'Auschwitz. Environ 700 personnes ont été expulsées du camp de transit situé à Troisvierges, au nord du Luxembourg.
Le 19 octobre 1941, le Luxembourg fut déclaré Judenrein (« débarrassé de ses juifs »), à l'exception de ceux qui se cachaient,. Sur la population juive d'origine luxembourgeoise, seuls 36 ont survécu à la guerre.

## Forces luxembourgeoises libres et gouvernement en exil

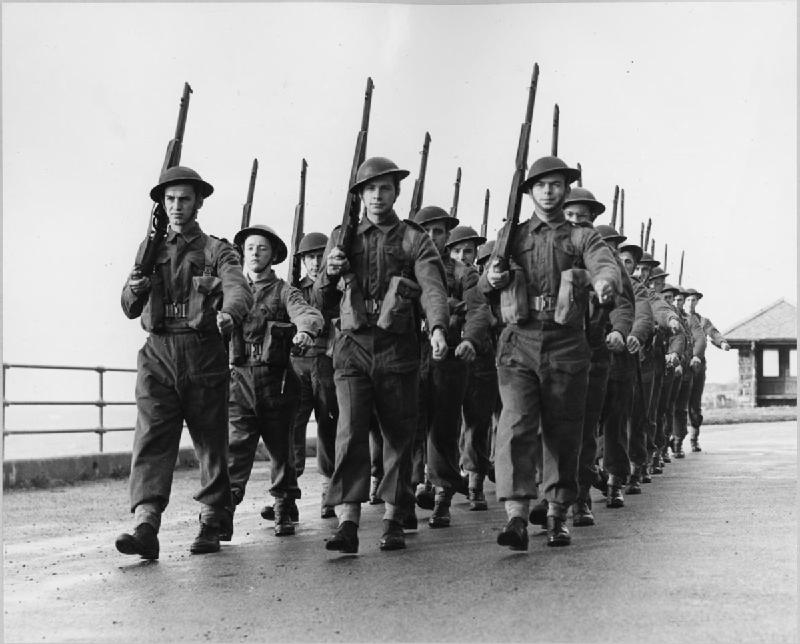
Soldats luxembourgeois s'entraînant au Royaume-Uni en 1943.

Le gouvernement en exil s'est d'abord réfugié à Paris, puis après la bataille de France, à Lisbonne et ensuite au Royaume-Uni. Alors que le gouvernement s'est établi à Wilton Crescent, dans le quartier de Belgravia à Londres, la Grande-Duchesse et sa famille ont déménagé à Montréal au Canada. Le gouvernement en exil a insisté sur la cause luxembourgeoise dans les journaux des pays alliés et a réussi à obtenir des émissions en luxembourgeois dans le pays occupé à la BBC. En 1944, le gouvernement en exil a signé un traité avec les gouvernements belge et néerlandais, créant l'union économique Benelux et également adhéré aux accords de Bretton Woods.
L'implication militaire luxembourgeoise ne pouvait jouer qu'un « rôle symbolique » pour la cause alliée, et de nombreux Luxembourgeois combattirent au sein d'armées alliées. À partir de mars 1944, les soldats luxembourgeois utilisèrent quatre canons de 25 livres, baptisés Elisabeth, Marie-Adélaïde, Marie-Gabrielle et Alix d'après les filles de la grande-duchesse, dans le cadre de C Troop, 1ère batterie d'artillerie belge de la 1ère brigade d'infanterie belge, plus connue sous le nom de la brigade Piron d'après son commandant Jean-Baptiste Piron. La troupe comptait environ 80 hommes. La batterie débarqua en Normandie avec la brigade Piron le 6 août 1944 et participa à la bataille de Normandie. Elle participa à la libération de Bruxelles en septembre 1944[réf. nécessaire].
Le prince Jean, fils de la grande-duchesse et futur grand-duc, a servi dans les gardes irlandaises à partir de 1942[réf. nécessaire].

## Libération

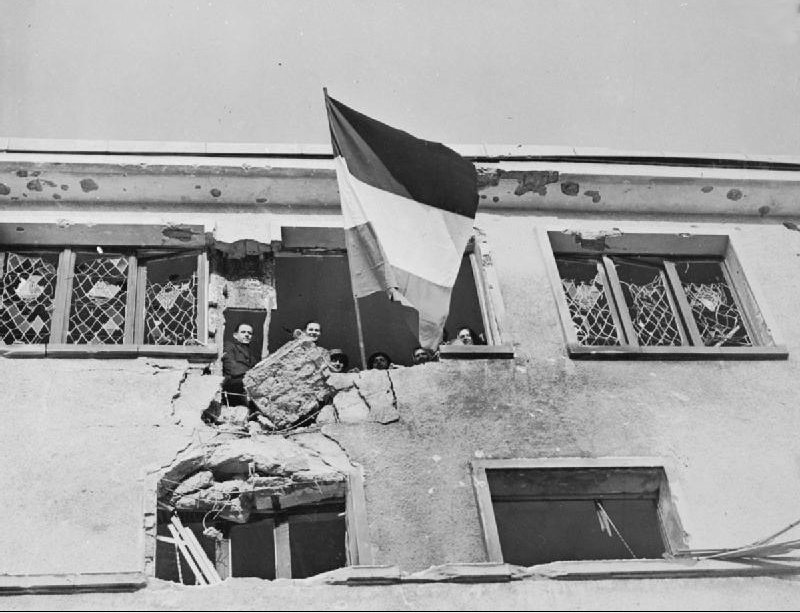
Le drapeau du Luxembourg flottant depuis l'hôpital de Wiltz peu après sa libération par la 4e division blindée américaine le 25 décembre 1944.

Le Luxembourg a été libéré par les forces alliées en septembre 1944. Les chars du 8e corps d'armée des États-Unis entrés dans la capitale le 10 septembre 1944, d’où les Allemands se sont retirés sans se battre. L'avancée des alliés déclencha la résistance : à Vianden, des membres de la résistance luxembourgeoise combattirent une force allemande beaucoup plus nombreuse lors de la bataille du château de Vianden. À la mi-décembre, les allemands ont lancé l'offensive des Ardennes au Luxembourg et dans les Ardennes belges. Bien que la ville de Luxembourg soit restée entièrement aux mains des Alliés, une grande partie du nord du pays a été perdue au profit des forces allemandes et a dû être libérée à nouveau[réf. nécessaire].
Gustav Simon, le Gauleiter nazi responsable du Moselland et du Luxembourg, s'enfuit en septembre 1944, mais fut capturé et emprisonné par l'armée britannique en décembre 1945. Il meurt dans une prison alliée, dans des circonstances encore discutées actuellement. Au Luxembourg même, des collaborateurs furent pourchassés, jugés et emprisonnés. Damian Kratzenberg, fondateur et dirigeant du mouvement collaborationniste Volksdeutsche Bewegung (VdB, Mouvement populaire allemand), est condamné à mort et exécuté.
Deux canons allemands V-3 d'une portée de 40 km ont été utilisés pour bombarder la ville de Luxembourg de décembre 1944 à février 1945.

## Bataille des Ardennes

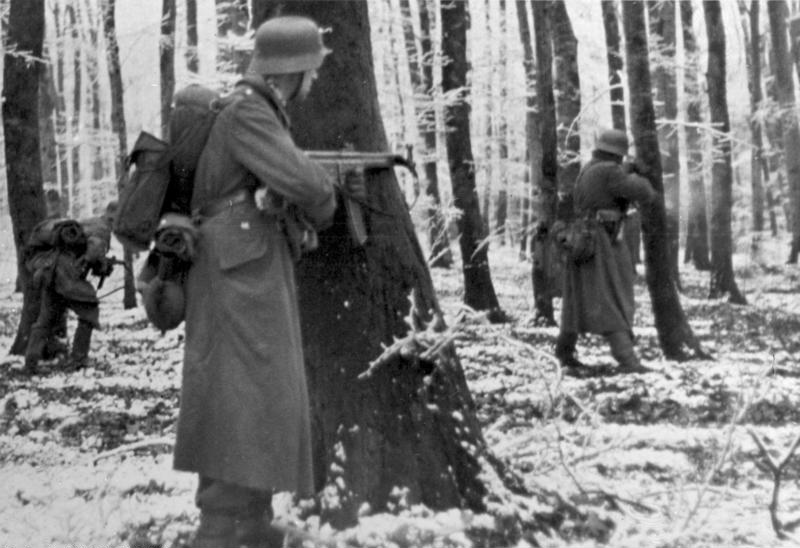
Volksgrenadier allemand au Luxembourg en décembre 1944.

La majeure partie du Luxembourg fut rapidement libérée en septembre 1944 lorsque la ligne de front se stabilisa derrière l'Our et la Sûre, le long de la frontière germano-luxembourgeoise. À la suite de la campagne en Bretagne, le VIIIe Corps des États-Unis a occupé le secteur de la ligne de front au Luxembourg. Le 16 décembre 1944, des éléments des 28e et 4e divisions d'infanterie américaines ainsi qu'un Combat command de la 9e division blindée défendaient la ligne des rivières Our et Sûre au début de l'offensive allemande[réf. nécessaire].
Les efforts de défense initiaux des troupes américaines reposaient sur le maintien de villes proches de la frontière internationale. En conséquence, les villes de Clervaux, Marnach, Holzthum, Consthum, Weiler et Wahlhausen ont été utilisées comme des bastions par les américains et attaquées par les Allemands, qui voulaient contrôler les réseaux routiers du nord du Luxembourg afin que leurs forces puissent se déplacer vers l'ouest. Après que les Américains du nord du Luxembourg ont été forcés de se retirer par les attaques allemandes, la zone a subi un second passage de la ligne de front en janvier-février 1945, se déplaçant généralement vers l'est lorsque la troisième armée américaine a attaqué le flanc sud de la pénétration allemande. Vianden est la dernière commune luxembourgeoise à être libérée le 12 février 1945.
En raison de la détermination des deux parties à s'imposer sur le champ de bataille, les combats au Luxembourg ont été âpres et, par conséquent, pénibles pour la population civile. Plus de 2 100 maisons au Luxembourg ont été détruites lors des combats et plus de 1 400 autres ont été gravement endommagées. On estime également que quelque 500 non-combattants luxembourgeois ont perdu la vie lors de la bataille des Ardennes. Outre les morts, plus de 45 000 Luxembourgeois sont devenus des réfugiés lors de la bataille[réf. nécessaire].

## Conséquences
L'expérience de l'invasion et de l'occupation pendant la guerre a entraîné un changement de position du Luxembourg en matière de neutralité. Le 17 mars 1948, le Luxembourg a signé le traité de Bruxelles avec d'autres puissances d'Europe occidentale dans le cadre de la coopération européenne en matière de sécurité entre l'après-guerre et les années à venir et préfigurait l'adhésion du Luxembourg à l'OTAN. Le Luxembourg a également entamé une coopération militaire accrue avec la Belgique après la guerre, formant des soldats et envoyant même un contingent conjoint se battre dans la guerre de Corée en 1950[réf. nécessaire].
Après la guerre, les troupes luxembourgeoises prennent part à l'occupation de l'Allemagne de l'Ouest en fournissant des troupes à la force d’occupation de la zone française à partir de la fin de 1945. Les forces luxembourgeoises fonctionnaient sous le commandement français dans la zone et étaient responsables de Bitbourg, de l'Eifel et en partie de Sarrebourg. Ils ont été retirés de Sarrebourg en 1948 et du reste du territoire en juillet 1955[réf. nécessaire].